# Eschau, Bas-Rhin
Eschau är en kommun i departementet Bas-Rhin i regionen Grand Est (tidigare regionen Alsace) i nordöstra Frankrike. Kommunen ligger i kantonen Geispolsheim som tillhör arrondissementet Strasbourg-Campagne. År 2022 hade Eschau 5 847 invånare.

## Befolkningsutveckling
Antalet invånare i kommunen Eschau
| Referens: INSEE |